# シャー・チェラーグ廟
シャー・チェラーグ廟 (ペルシア語:  حرم شاه چراغ )は、イラン, シーラーズに建設された霊廟であり、モスクである。シャー・チェラーグは「光の王」の意である。
霊廟の主は、シーア派・十二イマーム派の第八代イマームであるアリー・リダーの兄弟であり、第七代イマームであるムーサー・カーズィムの子、ムハンマドとアフマドである。この二人は、アッバース朝のシーア派迫害から、この町に移ってきた。

## 名前の由来
廟が光っていたことから、光源を探したところ、光を放つ墓が発見された。その中には、鎧をまとった遺体が収められており、al-‘Izzatu Lillāh, Ahmad bin Mūsā（この誇りは神のもの、ムーサーの子アフマド）というリングを帯びていた事から、この廟の名前の由来となった。

## ギャラリー
元は普通の廟であったが、14世紀に芸術を好んだ Tashi Khatun皇太后によって、色が付いた鏡を使ったモザイクデコレーションが施され、現在の姿となった。

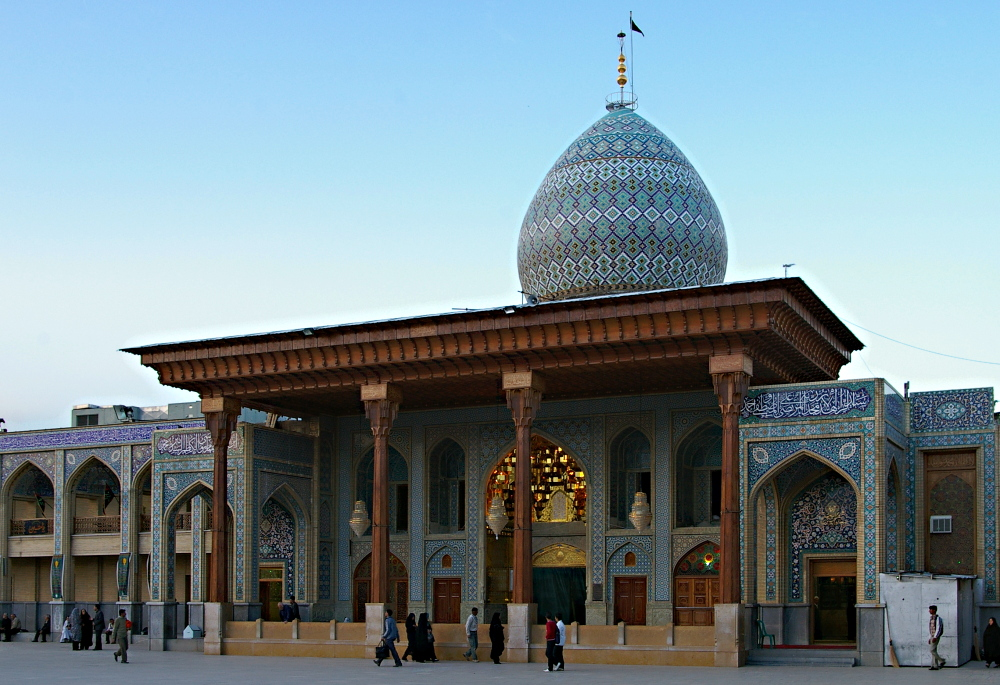
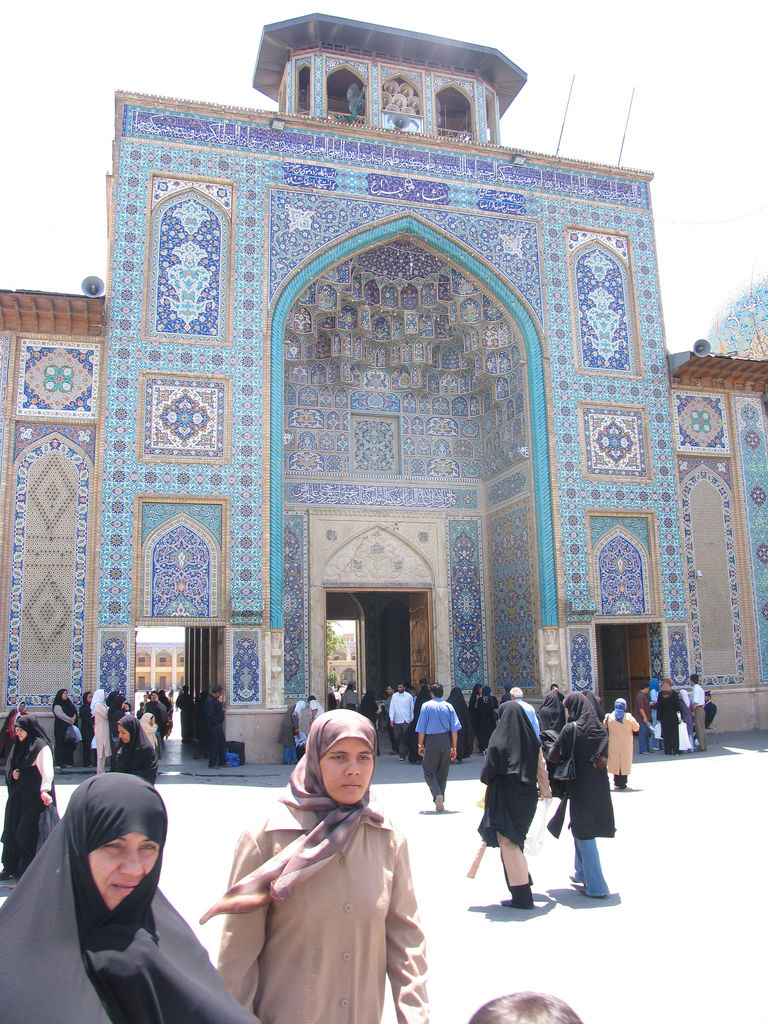
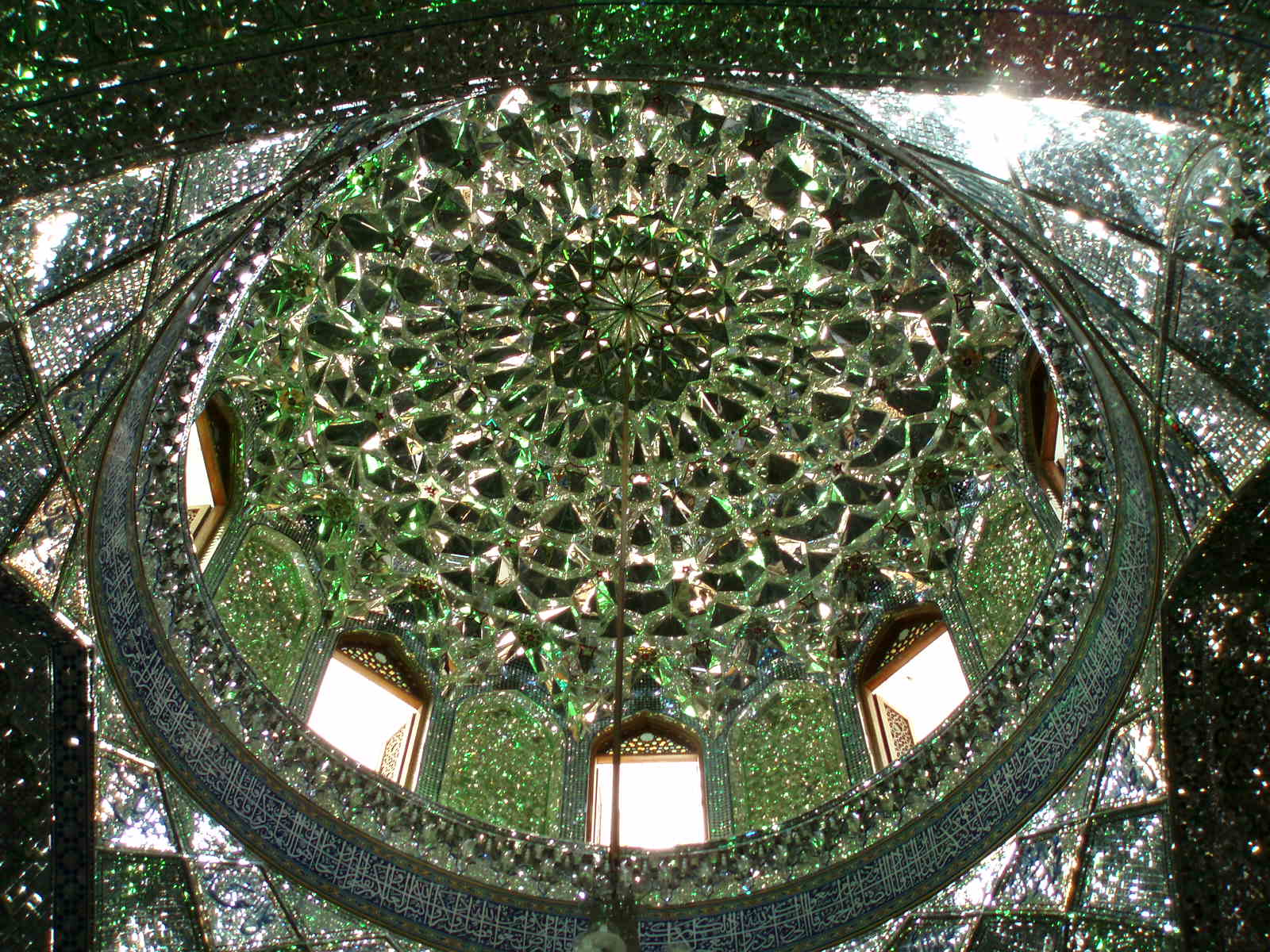
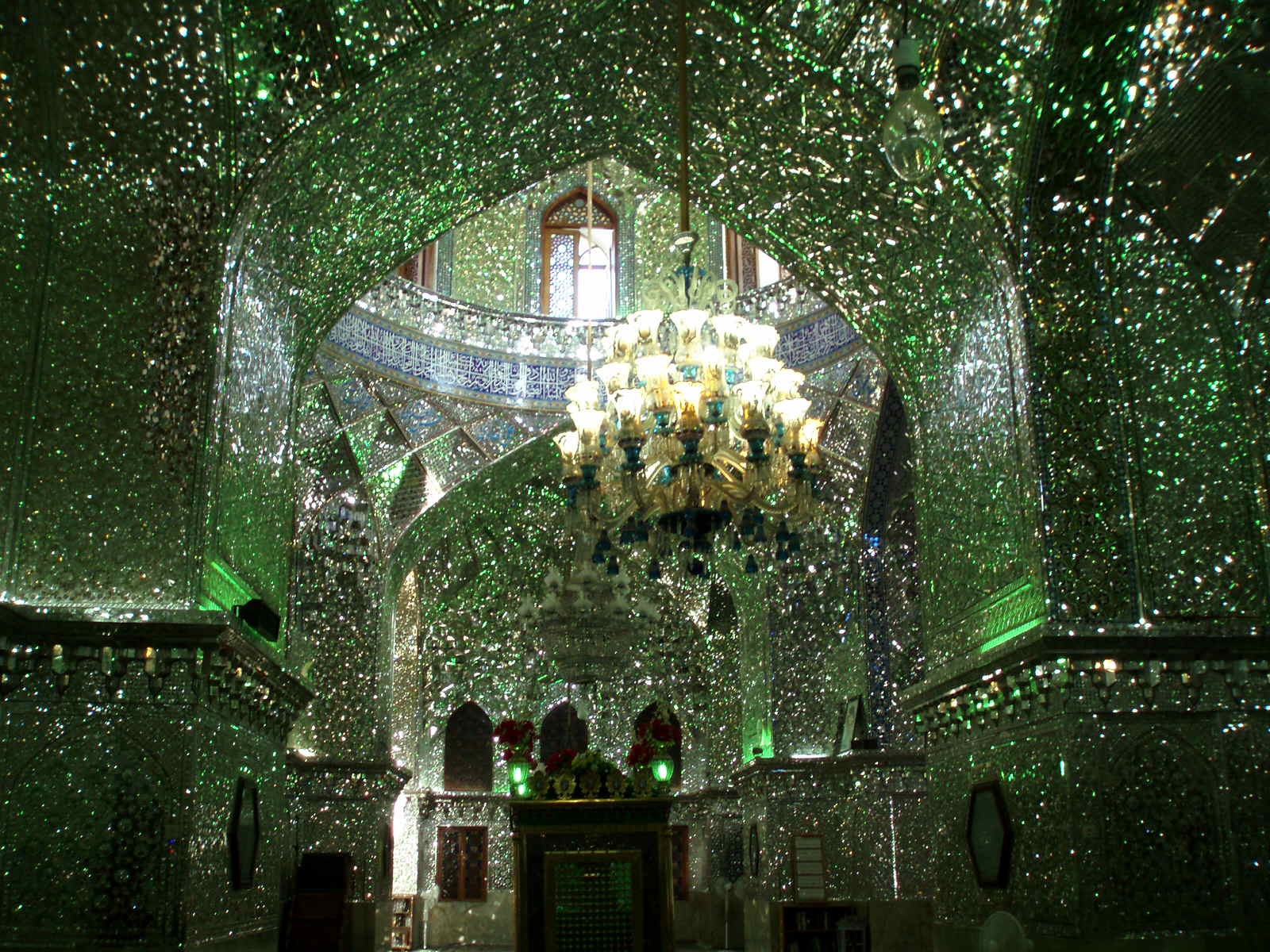
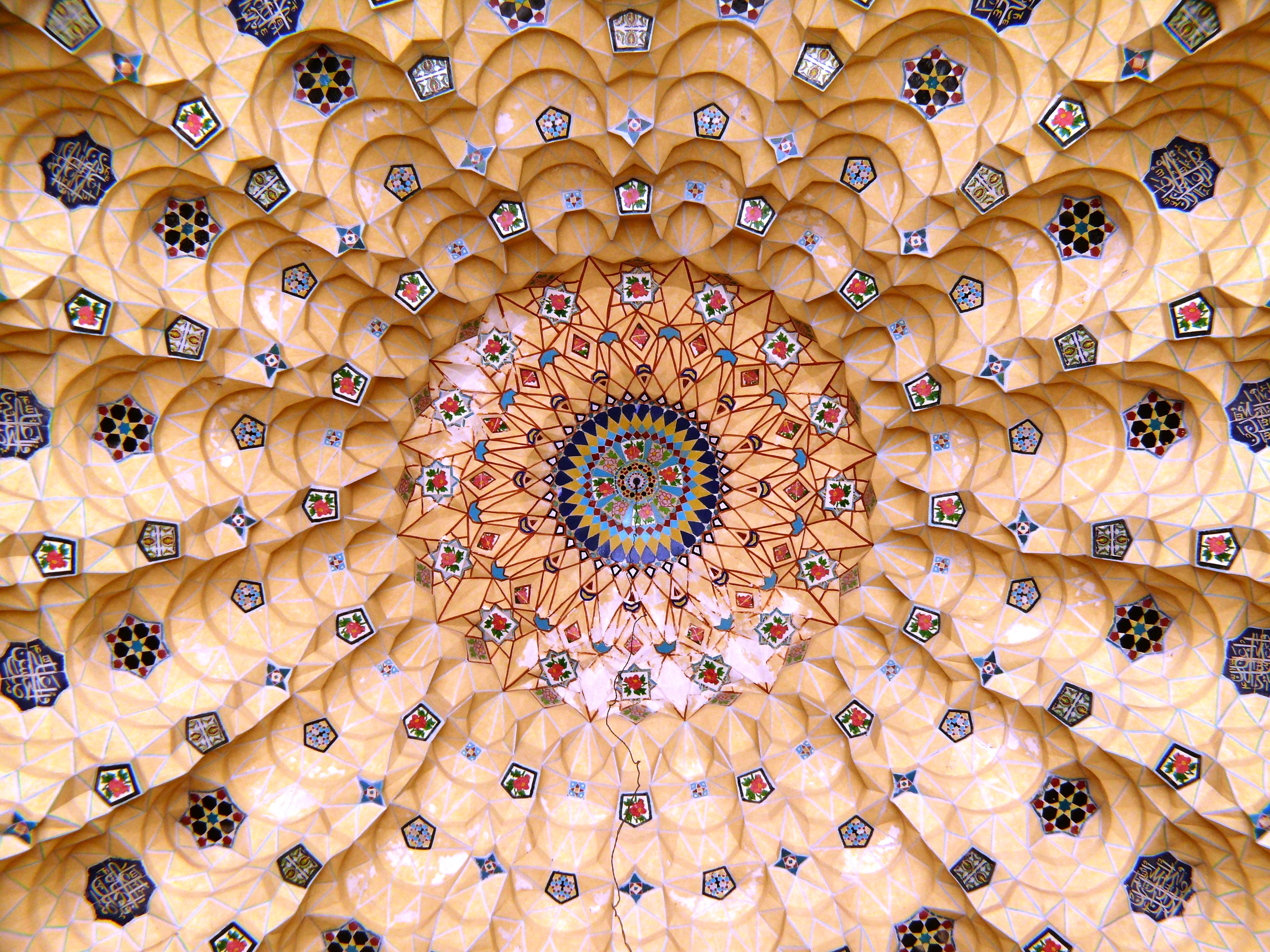